# Christian Franz Thorbecke
Christian Franz Thorbecke (* 4. Oktober 1763 in Osnabrück; † 21. Januar 1830 ebenda) war der Gründer der Sparkasse Osnabrück, Bürgermeister der Stadt Osnabrück und Abgeordneter der Reichsstände des Königreichs Westphalen.

## Leben

### Herkunft und Familie
Christian Franz Thorbecke wurde als Sohn des Daniel Franz Thorbecke (1731–1815, Fürstbischöflich-Osnabrückischer Hofagent und Fabrikant) geboren. Dieser hatte ein beachtliches Unternehmen für Tabakverarbeitung und Tabakhandel aufgebaut. Seine Mutter war Clara Elisabeth Klincke (1746–1826). Christian Franz war mit Agnes Lodtmann (1768–1837) verheiratet. Aus der Ehe gingen drei Töchter und der Sohn Rudolf (* 1797) hervor. Dieser verstarb 1823 bei einem Jagdunfall. Die Firma ging an seine Schwester Louise (⚭ Heinrich Wilhelm Wüste). Damit war dieser Zweig der Familie Thorbecke im Mannesstamme erloschen.

### Wirken
Nach dem Besuch des Ratsgymnasiums Osnabrück machte er eine Ausbildung bei einer Handelsfirma in Hamburg und wurde danach Gehilfe seines Vaters in dessen Unternehmen. Er betätigte sich politisch und wurde 1800 zum Ratsherrn der Stadt Osnabrück gewählt. Im Jahr darauf gründete er eine Rettungsgesellschaft bei Feuersgefahr (Feuersozietät). Seine soziale Einstellung machte ihn zum Mitglied einer Kommission zur Regelung des Armenwesens und zum Begründer des Vereins von Kaufleuten für die Errichtung einer Armenanstalt. Als Mitglied des Distrikts Osnabrück und des Wahlkollegiums des Weser-Departements war er vom 2. Juni 1808 bis zum 5. März 1811 als Vertreter der Kaufleute und Fabrikanten für das Weser-Departement Abgeordneter der Reichsstände des Königreichs Westphalen. In den Jahren 1812/1813 in der Franzosenzeit war er Maire von Osnabrück. Nach dem Rückzug der Franzosen übte er von 1814 bis 1830 das Amt des 2. Bürgermeisters in Osnabrück aus. In dieser Funktion war er auch Königlich-Hannoverscher Polizeidirektor. Nach dem Tod seines Vaters übernahm er 1815 zusammen mit seinem Bruder Daniel Philipp das väterliche Unternehmen.